# Ioànnina
Ioànnina o Jànina (grec: Ιωάννινα o Γιάννινα, turc:Yanya) és una ciutat de Grècia, capital de la unitat perifèrica de Ioànnina a la perifèria de l'Epir, al nord-oest del país. La ciutat és el centre de la municipalitat de Ioannina, i capital de la unitat regional i de la regió de l'Epir. La seva població al cens del 2010 era de 65.038 habitants i la unitat regional comptava el mateix any amb 103.101 habitants. El seu nom vol dir 'Ciutat de Joan'.
Els fonaments de la ciutat han estat tradicionalment atribuïts a l'emperador romà d'Orient Justinià I el Gran al segle vi, però investigacions arqueològiques modernes han descobert evidències d'orígens hel·lenístics. Ioànnina va florir a finals del període romà d'Orient (segles XIII-XV). Sent part del Despotat de l'Epir després de la Quarta Croada, moltes famílies romanes d'Orient van fugir allí després del setge de Constantinoble, i la ciutat va experimentar una gran prosperitat i una considerable autonomia, malgrat les turbulències polítiques. L'any 1430 es va rendir a l'Imperi Otomà. Entre 1430 i 1868 la ciutat va ser el centre administratiu del Paixalik de Yanina. En el període comprès entre els segles xviii i xix, la ciutat va ser un important centre de la Il·lustració grega moderna. Ioànnina es va unir a Grècia el 1913 després de les Guerres Balcàniques.
La ciutat té tant un Hospital General com un Hospital Universitari i és la seu de la Universitat de Ioànnina (situada a 5 km. al sud de la ciutat, amb 17 departaments i 20.000 estudiants), així com diversos departaments de l'Institut Educatiu Tecnològic de l'Epir, que té la seu central ubicada a Arta.

## Nom
La denominació formal de la ciutat, Ioànnina, és probablement una corrupció d'Agioannina o Agioanneia ("lloc de Sant Joan"), probablement pel vincle que té amb l'establiment d'un monestir dedicat a Sant Joan Baptista, entorn d'on va créixer la població (a l'àrea on es troba actualment el Castell de Ioànnina).

## Història
Hi ha evidències d'habitació a la prehistòria. Els primers habitants coneguts foren els molossos, una tribu d'epirotes però la ciutat no s'esmenta fins al 879, on les actes del quart Concili de Constantinoble parlen del bisbe Zacaries de Ionanina (Agioanneia o Agioannina), sota el tsar Samuel de Bulgària del primer Imperi Búlgar. S'esmenta sense dubtes el 1020 quan un document de l'emperador Basili II l'anomena com a seu episcopal de l'arquebisbat autocèfal d'Òcrida. Fou conquerida pels normands (sota Bohemon de Tàrent) la primavera del 1082; Bohemon va restaurar les muralles per fer front a l'emperador Aleix I Comnè (1081-1118) que finalment va recuperar la ciutat el 1108.
El 1204, quan fou conquerida Constantinoble pels croats en la Quarta Croada, moltes famílies romanes d'Orient van fugir allí i Miquel I Comnè Ducas va fundar a Arta i Ioànnina el despotat de l'Epir, pretenent restaurar l'Imperi Romà d'Orient, que el 1261 fou restaurat per una altra dinastia, la dels Paleòlegs de Nicea, no obstant lo qual els dèspotes van conservar la independència fins al 1318 quan la noblesa romana d'Orient de Janina es va separar del despotat i es va sotmetre a l'Imperi Romà d'Orient (1318) rebent a canvi una àmplia autotomia (1319). El 1346 se'n va apoderar el rei de Sèrbia Esteve IX que va incorporar l'Epir al seu domini llavors al seu punt de màxima extensió. La dinastia local grega va subsistir i la viuda del dèspota Tomàs es va casar el 1385 amb el florentí Esau de Buondelmonti (1385-1411) i a la seva mort va passar al seu fill Jordi Buondelmonti, un menor sota regència de la seva impopular mare, que fou enderrocat pujant al tron Carles I Tocco comte de Cefalònia (1411-1429) i el seu nebot i successor Carles II Tocco (1429-1430).
El 9 d'octubre de 1430 fou conquerida pels otomans (si bé el govern de l'Epir va subsistir encara sota Carles fins al 1448 i després sota Lleonard I Tocco (1448-1479). Els otomans van anomenar als territoris de Carles I i II com Karli-Ili (País de Carles).
Sota els otomans fou seu d'un pashalik. Janina es va omplir de monuments musulmans alguns dels quals encara subsisteixen. Al final del segle xviii la ciutat es va transformar de la mà del governador Alí Paixà Tepedelenli (1744-1822), que fou nomenat paixà de Ioànnina el 1778 i va convertir el territori en un estat virtualment autònom amb el seu pashalik, part d'Albània, Tessàlia, el nord d'Eubea i el Peloponès. La ciutat va gaudir durant 30 anys d'una prosperitat extraordinària. L'autonomia es va acabar el 1822 quan els turcs van ocupar la ciutat després d'un setge en què Tepedelenli va morir. En aquest temps hi havia uns 10.000 habitants cristians, 5000 musulmans i 1000 jueus. Les xifres posteriors del segle xix són molt variades segons la font.
Ioànnina va restar en mans de l'Imperi Otomà fins al febrer de 1913 a conseqüència del tractat de Bucarest. El 1923 la població turca fou evacuada en l'intercanvi de poblacions amb Grècia. La comunitat jueva (uns pocs milers de persones) va desaparèixer durant la II Guerra Mundial, exterminats pels ocupants italians i alemanys. Encara subsisteixen no obstant petites comunitats albaneses i arumanes (vlacs).

## Geografia
La municipalitat actual es va formar el 2011 per la fusió de sis municipalitats (esdevingudes unitats municipals) al seu torn formades per una ciutat i alguns pobles: Ioannina (Ioannina, Exochi, Marmara, Neochoropoulo, Stavraki), Anatoli (Anatoli, Bafra, Neokaisareia), Bizani (Ampeleia, Bizani, Asvestochori, Kontsika, Kosmira, Manoliasa, Pedini), Illa de Ioannina en grec Nisos Ioanninon, Pamvotida (Katsikas, Anatoliki, Vassiliki, Dafnoula, Drosochori, Iliokali, Kastritsa, Koutselio, Krapsi, Longades, Mouzakaioi, Platania, Platanas, Charokopi) i Perama (Perama, Amfithea, Kranoula, Krya, Kryovrysi, Ligkiades, Mazia, Perivleptos, Spothoi).

## Agermanaments
Ioànnina està agermanada amb:
- Pozarevac, Sèrbia
- Ayia Napa, Xipre
- Himara, Albània
- Korçë, Albània
- Limassol, Xipre[10]